# Belem Guerrero
Belem Guerrero (n. 8 martie 1974, Ciudad de México, Mexic) este o ciclistă mexicană, medaliată olimpică. A participat la 3 ediții ale Jocurilor Olimpice (1996, 2000, 2004) în care a câștigat o medalie de argint.